# La Paix (Nieuw-Amsterdam)

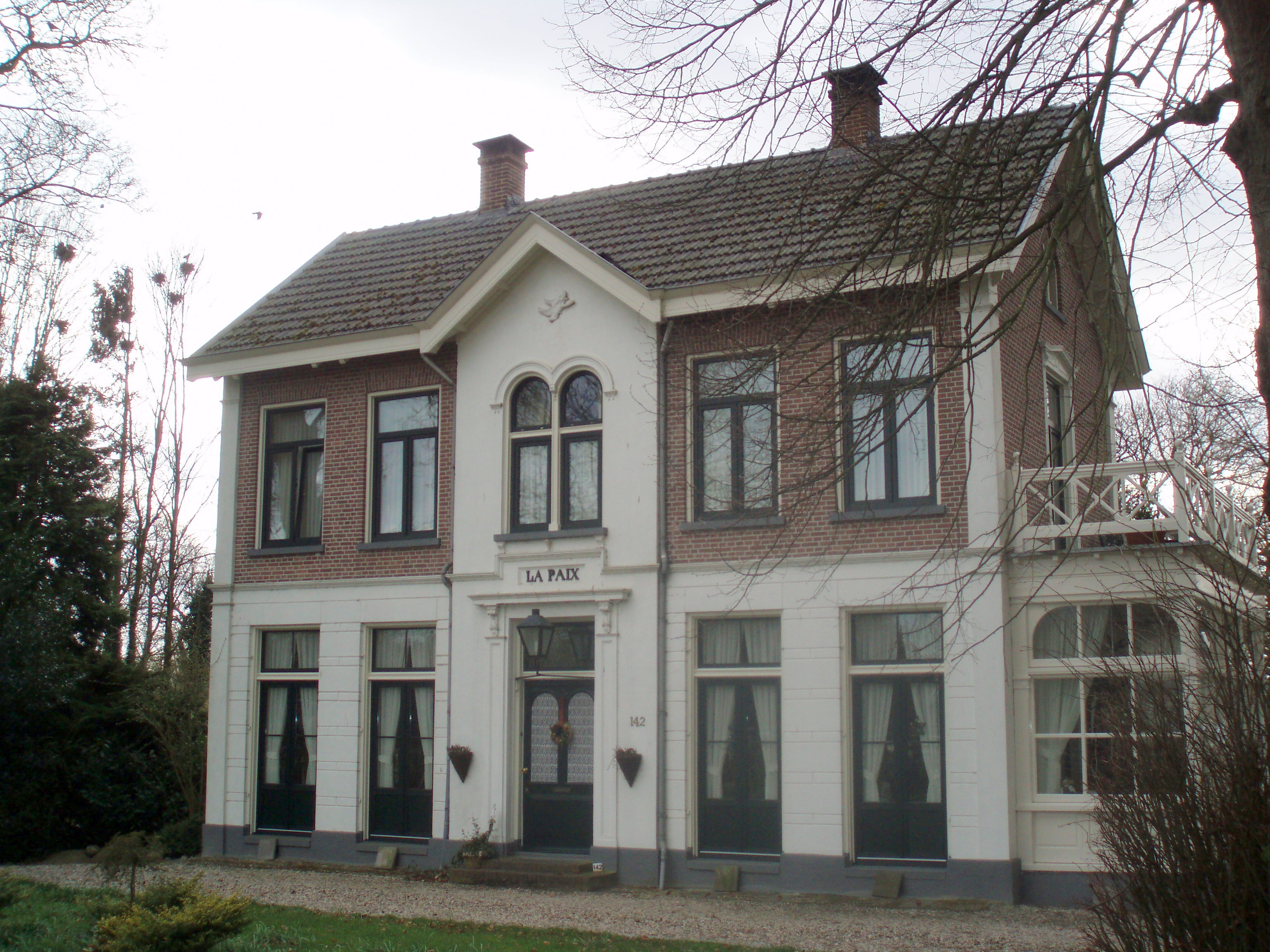
Landhuis La Paix

La Paix is de naam van een landhuis in het Drentse Nieuw-Amsterdam, gelegen aan Zijtak WZ 142. La Paix is een rijksmonument.
Het landhuis werd in 1874 gebouwd in eclectische stijl in opdracht van Drentsche Landontginning Maatschappij. De eerste bewoners waren Lodewijk Dommers met zijn moeder Carolina Franscisca La Paix en zijn drie zussen. Dommers was administrateur en zaakwaarnemer bij de DLM.
Landhuis La Paix is gelegen aan de kruising van het Stieltjeskanaal en het Dommerskanaal.